# Asura samboanganus
Asura samboanganus là một loài bướm đêm thuộc phân họ Arctiinae, họ Erebidae.